# Roman Repilov
Roman Aleksandrovič Repilov (in russo Роман Александрович Репилов?; traslitterazione anglosassone Roman Aleksandrovich Repilov; Dmitrov, 5 marzo 1996) è uno slittinista russo, campione mondiale nel singolo e nel singolo sprint a Soči 2020 e nuovamente nel singolo a Schönau am Königssee 2021, nonché vincitore di due trofei di Coppa del Mondo nel singolo (2016/17 e 2019/20) e di tre nel singolo sprint (2016/17, 2018/19 e 2019/20).

## Biografia
Ha iniziato a gareggiare per la nazionale russa distinguendosi nelle varie categorie giovanili dove può vantare tre medaglie vinte ai mondiali juniores: due d'oro nel singolo a Lillehammer 2015 e a Winterberg 2016 e una di bronzo nella gara a squadre sempre nell'edizione 2015. Nelle rassegne continentali di categoria ha vinto l'oro nella gara a squadre e l'argento nella gara individuale ad Oberhof 2015.

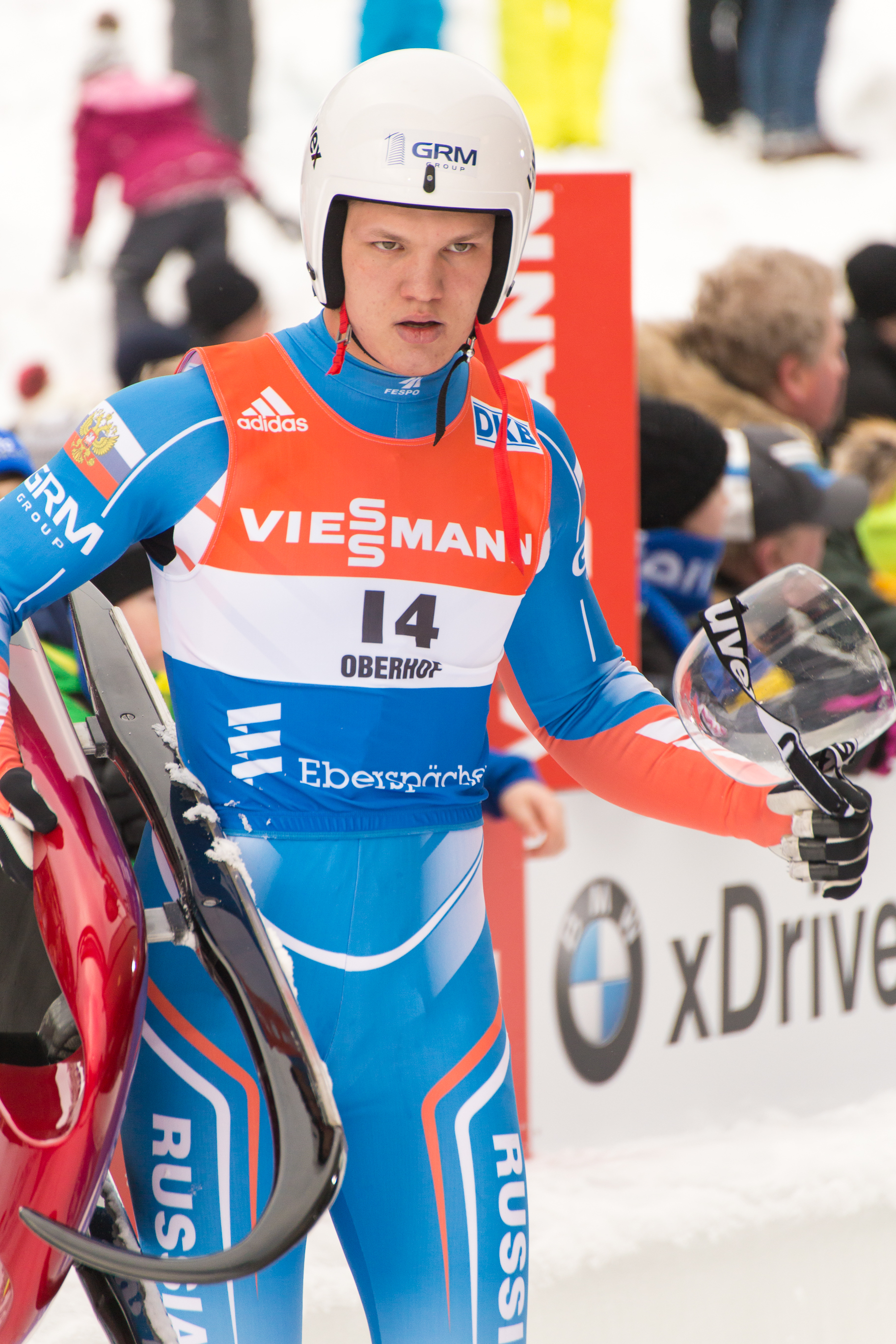
Repilov a Oberhof nel 2016

A livello assoluto ha esordito in Coppa del Mondo nella stagione 2014/15, ha conquistato il primo podio il 19 dicembre 2015 a Calgary (2º nel singolo sprint) e la sua prima vittoria il 16 dicembre 2016 a Park City nel singolo mentre il 15 gennaio 2017 ottiene anche la sua prima affermazione nel singolo sprint a Sigulda. Ha vinto la classifica generale nel singolo nel 2016/17, riportando la sua nazione al vertice della specialità per la seconda volta nella sua storia dopo il successo ottenuto nel 2004/05 da Al'bert Demčenko, e conquistò il suo secondo trofeo nel 2019/20, dopo un avvincente duello con l'italiano Dominik Fischnaller, che ha visto prevalere il russo soltanto all'ultima gara; nella stessa stagione 2016/17 ha vinto anche il trofeo finale nello sprint singolo maschile, successo poi bissato nel 2018/19 e triplicato nel 2019/20.

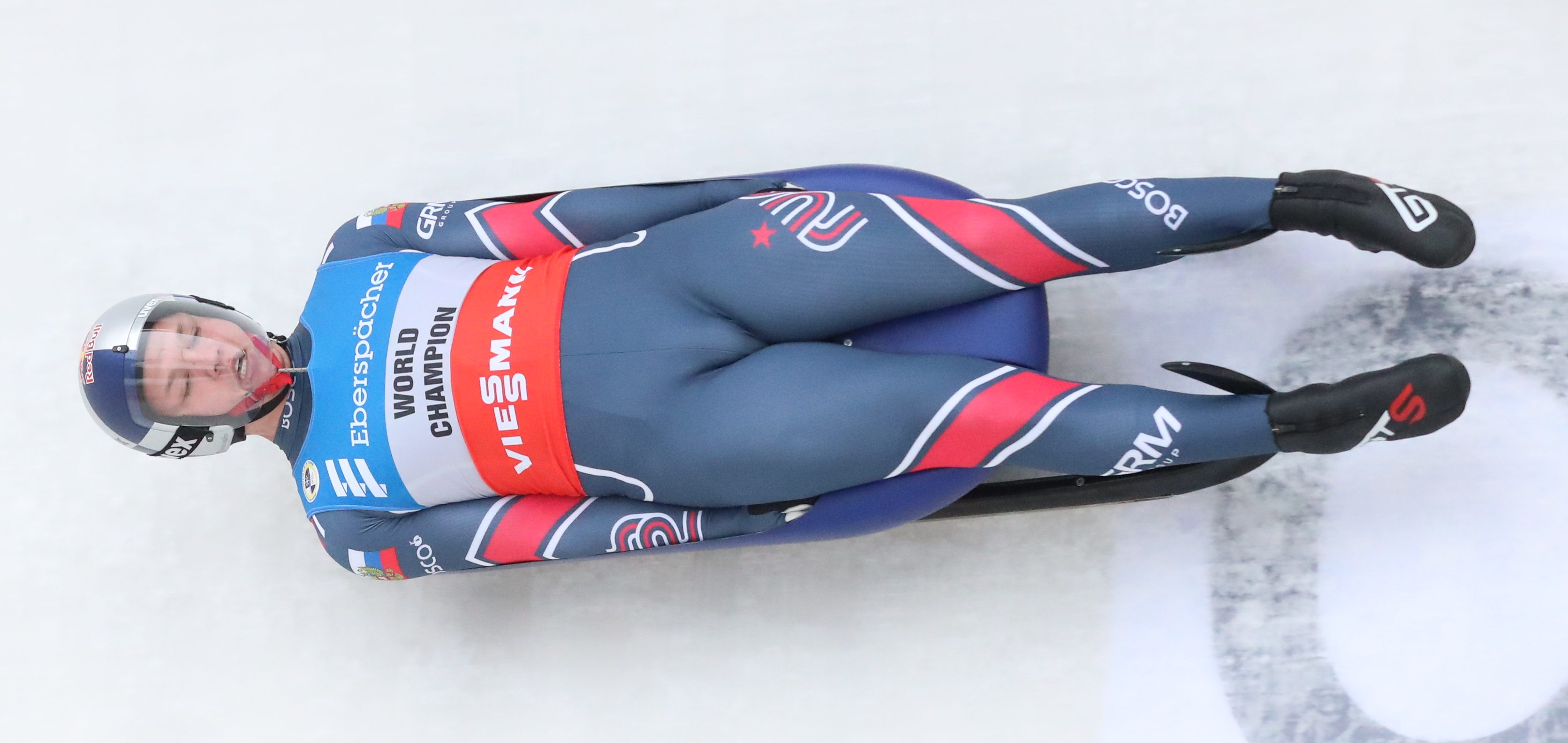
Repilov in gara a Oberhof nel 2020

Ha partecipato a una edizione dei Giochi olimpici invernali, a Pyeongchang 2018, occasione in cui ha colto l'ottava piazza nel singolo e la settima nella gara a squadre.
Ha preso parte altresì a cinque edizioni dei campionati mondiali conquistando un totale di sei medaglie, delle quali tre d'oro, due d'argento e una di bronzo. Nel dettaglio i suoi risultati nelle prove iridate sono stati, nel singolo: tredicesimo a Schönau am Königssee 2016, medaglia d'argento a Igls 2017, sesto a Winterberg 2019, medaglia d'oro a Soči 2020 e medaglia d'oro a Schönau am Königssee 2021; nel singolo sprint: tredicesimo a Schönau am Königssee 2016, medaglia d'argento a Igls 2017, medaglia d'oro a Soči 2020 e settimo a Schönau am Königssee 2021; nelle prove a squadre: medaglia di bronzo a Igls 2017, gara non conclusa a Soči 2020 e sesto a Schönau am Königssee 2021. Nell'edizione di Igls 2017 ha conseguito inoltre la medaglia d'oro nella speciale classifica riservata agli atleti under 23, che bissò anche nell'edizione di Winterberg 2019.
Nelle rassegne continentali ha colto in totale cinque medaglie: due d'argento ottenute nel singolo ad Altenberg 2016 e a Oberhof 2019 e tre di bronzo, di cui due vinte nel singolo a Sigulda 2018 e a Lillehammer 2020 e una nella prova a squadre, colta nell'edizione del 2016.

## Palmarès

### Mondiali
- 6 medaglie:
  - 3 ori (singolo, singolo sprint a Soči 2020; singolo a Schönau am Königssee 2021);
  - 2 argenti (singolo, singolo sprint a Igls 2017);
  - 1 bronzo (gara a squadre a Igls 2017).

### Europei
- 6 medaglie:
  - 2 argenti (singolo ad Altenberg 2016; singolo a Oberhof 2019);
  - 4 bronzi (gara a squadre ad Altenberg 2016; singolo a Sigulda 2018; singolo a Lillehammer 2020; gara a squadre a Sankt Moritz 2022).

### Mondiali under 23
- 2 medaglie:
  - 2 ori (singolo a Igls 2017; singolo a Winterberg 2019).

### Mondiali juniores
- 3 medaglie:
  - 2 ori (singolo a Lillehammer 2015; singolo a Winterberg 2016);
  - 1 bronzo (gara a squadre a Lillehammer 2015).

### Europei juniores
- 2 medaglie:
  - 1 oro (gara a squadre a Oberhof 2015);
  - 1 argento (singolo a Oberhof 2015).

### Coppa del Mondo
- Vincitore della Coppa del Mondo generale del singolo nel 2016/17 e nel 2019/20.
- Vincitore della Coppa del Mondo di specialità nel singolo sprint nel 2016/17, nel 2018/19 e nel 2019/20.
- 35 podi (22 nel singolo, 9 nel singolo sprint, 4 nelle gare a squadre):
  - 9 vittorie (5 nel singolo, 4 nel singolo sprint);
  - 18 secondi posti (12 nel singolo, 5 nel singolo sprint, 1 nelle gare a squadre);
  - 8 terzi posti (5 nel singolo, 3 nelle gare a squadre).

#### Coppa del Mondo - vittorie
| Data             | Luogo       | Paese       | Disciplina     |
| ---------------- | ----------- | ----------- | -------------- |
| 16 dicembre 2016 | Park City   | Stati Uniti | Singolo        |
| 15 gennaio 2017  | Sigulda     | Lettonia    | Singolo sprint |
| 25 febbraio 2017 | Altenberg   | Germania    | Singolo        |
| 15 dicembre 2017 | Lake Placid | Stati Uniti | Singolo        |
| 28 gennaio 2018  | Sigulda     | Lettonia    | Singolo sprint |
| 15 dicembre 2018 | Lake Placid | Stati Uniti | Singolo        |
| 15 dicembre 2018 | Lake Placid | Stati Uniti | Singolo sprint |
| 1º dicembre 2019 | Lake Placid | Stati Uniti | Singolo sprint |
| 13 dicembre 2019 | Whistler    | Canada      | Singolo        |

### Campionati russi
- 2 medaglie:
  - 2 argenti (gara a squadre a Sigulda 2014[3], gara a squadre nel 2016[4]);
  - 1 bronzo (singolo nel 2016[4]).